# Laura Oliva Ripoll
Laura Oliva Ripoll (Molins de Rey, 13 de enero de 1997) es una jugadora española de fútbol sala. Juega de ala y su equipo actual es la AD Alcorcón FSF de la Primera División de fútbol sala femenino de España.

## Trayectoria
Estuvo jugando en el CFS Molins 99, posteriormente jugó en el Castelldefels FSF de segunda división, y de ahí pasó en la temporada 2015-16 al Gironella, equipo que se convirtió en la AE Penya Esplugues. En la temporada 2020-21 cambia de aires y ficha por la AD Alcorcón FSF.
En su etapa del Futbol Sala Molins 99, también jugaba de portera en un equipo de waterpolo.

## Selección nacional
Debutó con la selección española de fútbol sala el 10 de diciembre de 2019 en un partido amistoso jugado contra Japón en la localidad de Marín, lo hizo marcando uno de los goles.

## Estadísticas

### Clubes
Actualizado al último partido jugado el 29 de mayo de 2023.
| Club | Div.          | Temporada     | Liga  | Liga  | Liga       | Liga      | Copas nacionales(1) | Copas nacionales(1) | Copas nacionales(1) | Copas nacionales(1) | Torneos internacionales(2) | Torneos internacionales(2) | Torneos internacionales(2) | Torneos internacionales(2) | Total(3) | Total(3) | Total(3)   | Total(3)  |
| Club | Div.          | Temporada     | Part. | Goles | Amonestado | Expulsado | Part.               | Goles               | Amonestado          | Expulsado           | Part.                      | Goles                      | Amonestado                 | Expulsado                  | Part.    | Goles    | Amonestado | Expulsado |
| --- | ------------- | ------------- | ----- | ----- | ---------- | --------- | ------------------- | ------------------- | ------------------- | ------------------- | -------------------------- | -------------------------- | -------------------------- | -------------------------- | -------- | -------- | ---------- | --------- |
| CFS Molins 99 · España |               |               |       |       |            |           |                     |                     |                     |                     |                            |                            |                            |                            |          |          |            |           |
| Auton. |               |               |       |       |            |           |                     |                     |                     |                     |                            |                            |                            |                            |          |          |            |           |
| |               | -             | -     | -     | -          | -         | -                   | -                   | -                   | -                   | -                          | -                          |                            | -                          | -        | -        |            |           |
| Total club | Total club    | -             | -     | -     | -          | -         | -                   | -                   | -                   | -                   | -                          | -                          | -                          | -                          | -        | -        | -          |           |
| Castelledefels FSF · España |               |               |       |       |            |           |                     |                     |                     |                     |                            |                            |                            |                            |          |          |            |           |
| 2.ª |               |               |       |       |            |           |                     |                     |                     |                     |                            |                            |                            |                            |          |          |            |           |
| |               | -             | -     | -     | -          | -         | -                   | -                   | -                   | -                   | -                          | -                          |                            | -                          | -        | -        |            |           |
| Total club | Total club    | -             | -     | -     | -          | -         | -                   | -                   | -                   | -                   | -                          | -                          | -                          | -                          | -        | -        | -          |           |
| FSF Gironella · España |               |               |       |       |            |           |                     |                     |                     |                     |                            |                            |                            |                            |          |          |            |           |
| 1.ª |               |               |       |       |            |           |                     |                     |                     |                     |                            |                            |                            |                            |          |          |            |           |
| 2015-16 | 28            | 4             | 2     | 0     | -          | -         | -                   | -                   | -                   | -                   | -                          | -                          | 28                         | 4                          | 2        | 0        |            |           |
| 2016-17 | 29            | 6             | 2     | 0     | -          | -         | -                   | -                   | -                   | -                   | -                          | -                          | 29                         | 6                          | 2        | 0        |            |           |
| AE Penya Esplugues · España |               |               |       |       |            |           |                     |                     |                     |                     |                            |                            |                            |                            |          |          |            |           |
| 1.ª |               |               |       |       |            |           |                     |                     |                     |                     |                            |                            |                            |                            |          |          |            |           |
| 2017-18 | 29            | 6             | 5     | 0     | -          | -         | -                   | -                   | -                   | -                   | -                          | -                          | 29                         | 6                          | 5        | 0        |            |           |
| 2018-19 | 29            | 9             | 4     | 1     | 1          | 2         | 0                   | 0                   | -                   | -                   | -                          | -                          | 30                         | 11                         | 4        | 1        |            |           |
| 2019-20 | 21            | 13            | 4     | 0     | 2          | 4         | 0                   | 0                   | -                   | -                   | -                          | -                          | 23                         | 17                         | 4        | 0        |            |           |
| Total club | Total club    | 136           | 38    | 17    | 1          | 3         | 6                   | 0                   | 0                   | -                   | -                          | -                          | -                          | 139                        | 44       | 17       | 0          |           |
| AD Alcorcón FSF · España |               |               |       |       |            |           |                     |                     |                     |                     |                            |                            |                            |                            |          |          |            |           |
| 1.ª |               |               |       |       |            |           |                     |                     |                     |                     |                            |                            |                            |                            |          |          |            |           |
| 2020-21 | 19            | 3             | 2     | 0     | 3          | 0         | 1                   | 0                   | -                   | -                   | -                          | -                          | 22                         | 3                          | 3        | 0        |            |           |
| 2021-22 | 25            | 13            | 3     | 0     | 4          | 2         | 0                   | 0                   | -                   | -                   | -                          | -                          | 29                         | 15                         | 3        | 1        |            |           |
| 2022-23 | 23            | 5             | 3     | 0     | 3          | 1         | 0                   | 0                   | -                   | -                   | -                          | -                          | 26                         | 6                          | 3        | 0        |            |           |
| Total club | Total club    | 67            | 21    | 8     | 0          | 10        | 3                   | 1                   | 0                   | -                   | -                          | -                          | -                          | 77                         | 24       | 9        | 0          |           |
| Total carrera | Total carrera | Total carrera | 203   | 59    | 25         | 1         | 13                  | 9                   | 1                   | 0                   | -                          | -                          | -                          | -                          | 216      | 68       | 26         | 1         |
| (1) Incluye datos de Copa de España / Supercopa de España. (2) Incluye datos de Campeonato de Europa de Clubes y Copa Intercontinental. (3) No incluye datos de partidos amistosos. |               |               |       |       |            |           |                     |                     |                     |                     |                            |                            |                            |                            |          |          |            |           |